# Pierre L. G. Benoit
Pour les articles homonymes, voir Pierre Benoit (homonymie) et Benoit.
Pierre L. G. Benoit est un arachnologiste belge, né en 1920 et mort en 1995.
Il était un spécialiste des araignées d'Afrique subsaharienne.

## Quelques taxons décrits
- Afrofilistata
- Anophthalmoonops thoracotermitis
- Anophthalmoonops
- Caecoonops
- Hersilia baforti
- Hersilia clarki
- Hersilia sigillata
- Hypnoonops lejeunei
- Hypnoonops
- Ischnothyrella jivani
- Lathrothele
- Lionneta
- Lisna trichinalis
- Oecobius achimota
- Oecobius idolator
- Oecobius tibesti
- Oonops caecus
- Oonops erinaceus
- Patri david
- Prida sechellensis
- Rhagodessa cloudsleythompsoni
- Sahastata
- Silhouettella
- Termitoonops
- Tetrablemma helenense
- Zyngoonops clandestinus
- Zyngoonops